# Кот-Адду
Котадду (англ. Kot Addu) — город в пакистанской провинции Пенджаб, расположен в округе Музаффаргарх.

## Географическое положение
Высота центра города составляет 129 метров над уровнем моря.

## Демография
Население города по годам:
| 1961   | 1972   | 1981   | 1998   | 2010    |
| ------ | ------ | ------ | ------ | ------- |
| 13 107 | 21 409 | 37 479 | 79 054 | 125 352 |